# Quartet de corda núm. 5 (Xostakóvitx)
El Quartet de corda núm. 5 en si bemoll major, op. 92, va ser compost per Dmitri Xostakóvitx el 1952. Va ser estrenat pel Quartet Beethoven (Dmitri Tsiganov, Vassili Xirinski, Vadim Borissovski, Serguei Xirinski), a qui anava dedicat, el 13 de novembre de 1953 a la Sala Petita del Conservatori de Moscou.

## Estructura
L'obra té tres moviments amb una durada aproximada de 30 minuts:
1. Allegro non troppo
2. Andante
3. Moderato – Allegro

## Origen i context
Per commemorar les tres dècades de trajectòria del Quartet Beethoven, el 1952 Dmitri Xostakóvitx els va dedicar el cinquè quartet del seu cicle per reconèixer la dedicació i compromís del conjunt amb la música de cambra. Aquest es va estrenar a la tardor d’aquell any, a diferència de l’anterior, que només va ser presentat en una audició privada a la casa del compositor el 25 de setembre de 1950, coincidint amb el seu aniversari de quaranta-quatre anys. Així doncs, el Quartet núm. 4 no va arribar al públic fins un mes després, en un concert en què es van interpretar ambdós quartets.
Xostakóvitx no escriu un quartet tradicional sinó que sembla reprendre elements orquestrals, amb una sonoritat que evoca més una simfonia per a instruments de corda. Resulta interessant comparar les dates de composició amb la Simfonia núm. 10. Mentre que aquest quartet va ser escrit entre setembre i l'1 de novembre de 1952, la Desena Simfonia va ser composta entre juliol i octubre de 1953, gairebé exactament un any més tard. És plausible que Xostakóvitx hagués tingut una visió similar per ambdues obres en termes d'estructura i intensitat expressiva.